# V919 Геркулеса
V919 Геркулеса (лат. V919 Herculis), HD 151938 — одиночная переменная звезда* в созвездии Геркулеса на расстоянии приблизительно 816 световых лет (около 250 парсек) от Солнца. Видимая звёздная величина звезды — от +8,46m до +8,42m.

## Характеристики
V919 Геркулеса — жёлто-белая пульсирующая переменная звезда типа Дельты Щита (DSCTC) спектрального класса F2, или F3IV. Масса — около 2,059 солнечной, радиус — около 3,132 солнечного, светимость — около 22,352 солнечной. Эффективная температура — около 7093 K.

## Планетная система
В 2019 году учёными, анализирующими данные проектов HIPPARCOS и Gaia, у звезды обнаружена планета.